# 러깐몐

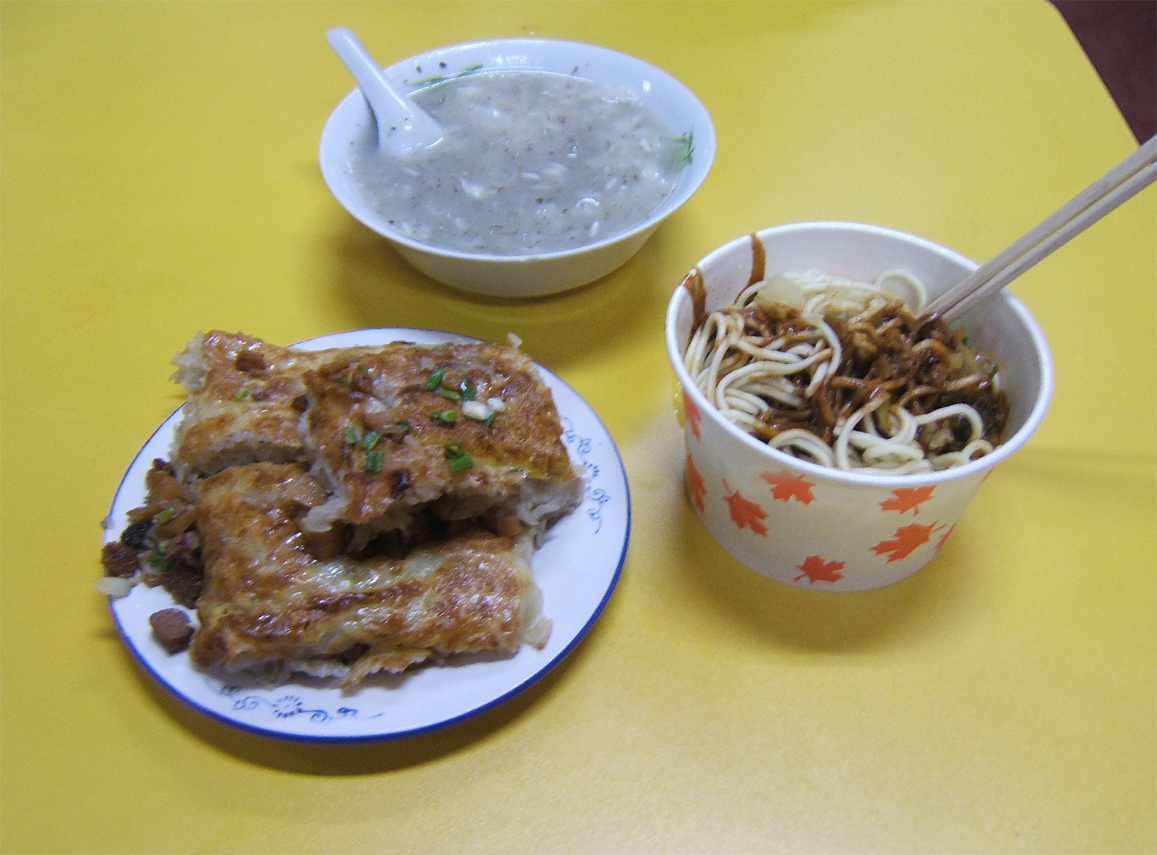
뜨거운 마른 국수(오른쪽), 더우피(왼쪽), 지우냥(달콤한 쌀 와인).

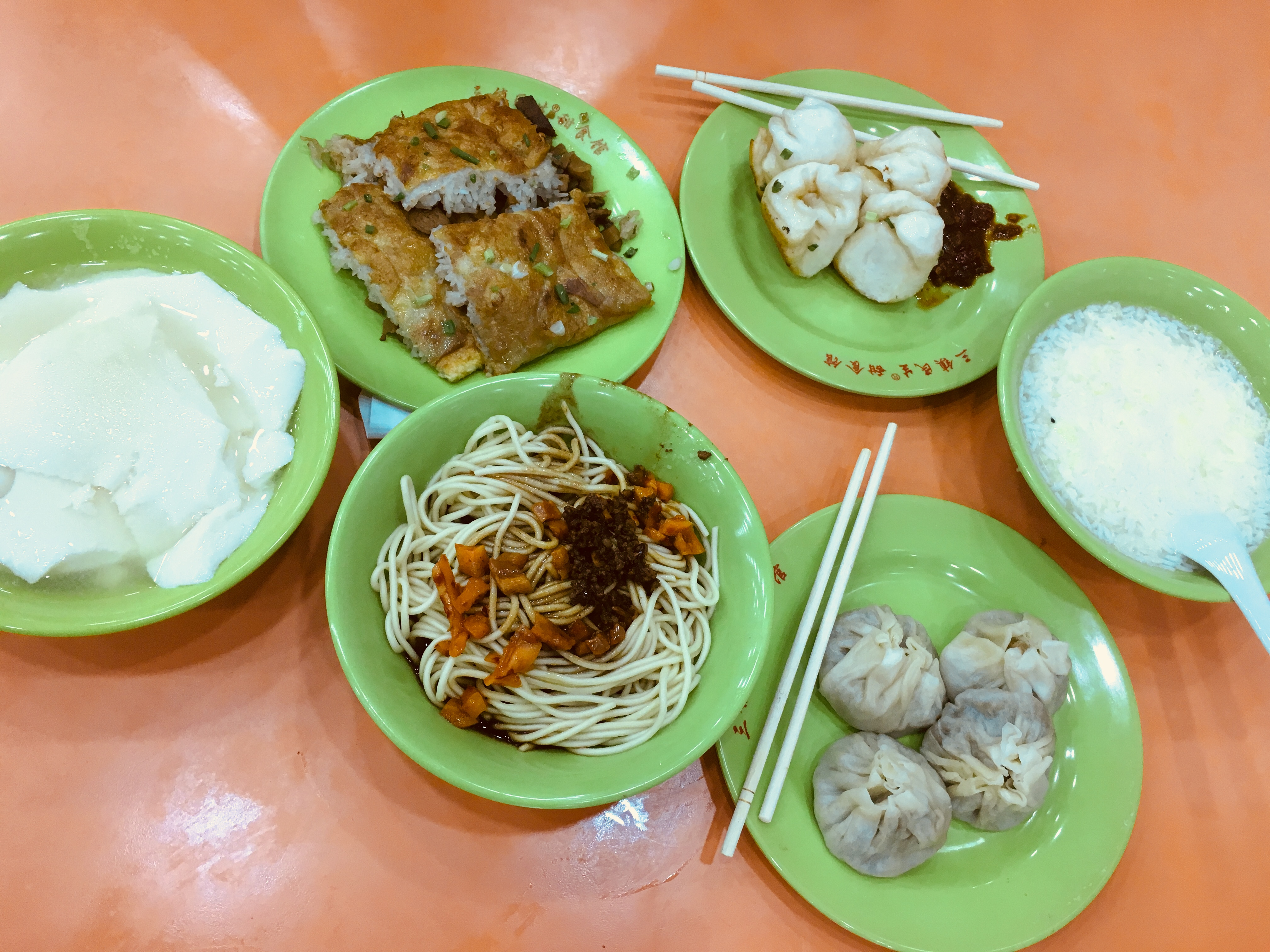
우한 아침 식사

러깐몐(중국어 간체자: 热干面, 정체자: 熱乾麵, 병음: règānmiàn)은 중화인민공화국 중부 후베이성의 성도인 우한시의 전통 요리이다. 뜨거운 마른 국수는 중국 음식 문화에서 80년의 역사를 가지고 있으며, 다른 대부분의 아시아식 뜨거운 국수 요리처럼 국물이 없다는 점에서 독특하다.
이것은 우한시에서 가장 중요하고 유명하며 인기 있는 아침 식사로, 주택가와 상업 지역의 길거리 수레와 식당에서 자주 팔린다.
가격은 4-6 위안이다. 우한시에서는 뜨거운 마른 국수와 같은 아침 식사는 대략 오전 5시부터 이용할 수 있다. 이 국수는 몇 분 안에 준비할 수 있고 저렴하여 인기 있는 아침 식사가 된다. 도시 내에는 뜨거운 마른 국수를 파는 많은 식당이 있다.
전형적인 뜨거운 마른 국수 요리에는 간장, 참깨 페이스트, 절인 채소(당근과 콩), 다진 부추와 고추기름이 들어간다. 뜨거운 마른 국수, 산시성 (산서성)의 다오샤오몐, 란저우의 라몐, 쓰촨성의 단단몐, 베이징시의 자장몐은 인민일보에 의해 중국 5대 국수 요리로 묘사되었다. 2013년 기사에서 비즈니스 인사이더는 중국 중앙 텔레비전이 뜨거운 마른 국수를 최고의 중국 국수 요리로 평가했다고 보도했다. 뜨거운 마른 국수를 준비하는 구체적인 내용은 우한시 작가 치 리의 소설 <냉기도 좋고 열기도 좋다, 살아있으면 좋다>(冷也好热也好活着就好)에 언급되어 있다.

## 레시피
뜨거운 마른 국수의 조리법은 육수 없이 뜨겁게 제공되기 때문에 찬 국수나 국물 국수와는 다르다.

### 국수
국수를 준비하려면 전날 베이킹파우더를 물과 섞어 알칼리수를 만든다. 알칼리수, 소금, 밀가루는 2:1:250의 비율로 섞는다. 반죽은 1.5-1.6mm 직경의 국수로 반죽하고 만다.
큰 냄비에 물을 끓여 끓기 전에 생면을 넣는다. 면이 뭉치지 않도록 계속 저어주고, 끓은 후 냄비 뚜껑을 덮은 채로 찬물을 간간히 추가한다. 면이 투명해지면 꺼내서 콜런더로 물기를 뺀다. 물기를 뺀 면은 서로 달라붙지 않도록 참기름과 섞은 다음 표면에 펼쳐 식힌다.
서빙하기 전에 면을 원뿔 모양의 스트레이너에 넣고 끓는 물에 잠시 담갔다가 휘젓고 물기를 뺀다.

### 소스
면이 다시 데워지면 그릇에 옮겨 준비된 소스 혼합물을 뿌린다. 소스는 일반적으로 참깨 페이스트, 간장, 절인 무 및 중국 부추, 고추기름, 식초, MSG, 후추, 닭고기 육수와 같은 다른 양념을 기호에 따라 포함한다. 다른 가능한 재료로는 참기름, 설탕, 다진 파, 절인 채소 또는 갓이 있다.

### 마지막 단계
양념을 한 후 면에 소스가 고루 묻도록 잘 저어준다. 뜨거울 때 즉시 제공한다.

## 기원
우한시의 여름은 매우 길고, 고온은 음식을 빠르게 상하게 한다. 따라서 과거에는 사람들이 음식 부패 과정을 늦추기 위해 국수에 베이킹 소다를 첨가했다. 이것이 뜨거운 마른 국수의 탄생으로 이어졌다.
뜨거운 마른 국수에는 여러 가지 기원 이야기가 널리 퍼져 있다.

### 바오 리

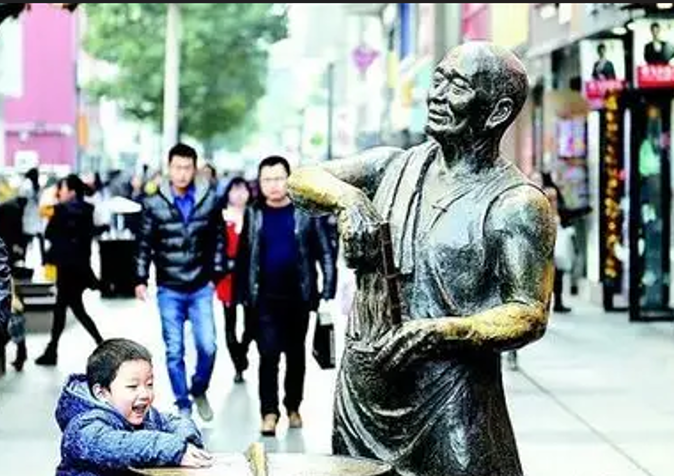
바오 리의 동상

널리 알려진 기원 이야기에 따르면, 1930년대 한커우의 관디 사원 지역에서 바오 리라는 행상이 콩국수와 국수탕을 팔아 생계를 유지하며 창디 거리에 작은 음식점을 운영했다. 더운 날씨 때문에 장사가 잘 되지 않아 많은 국수가 팔리지 않았다. 그 당시에는 냉장고가 없었기 때문에 팔리지 않은 국수는 상해서 먹을 수 없게 되었다. 리는 실수로 국수에 참기름을 부었고, 그는 그것을 삶아 파와 다른 양념을 추가하여 다음날 아침에 팔았다. 그의 국수는 독특한 맛 때문에 인기를 얻었고, 바오 리는 그것을 "뜨거운 마른 국수"라고 부르기 시작했다.
그때부터 바오 리는 뜨거운 마른 국수를 전문으로 했고, 이는 우한시에서 큰 반향을 일으켰다. 많은 요리사들이 그에게서 이 요리를 배웠다. 그러나 바오 리의 뜨거운 마른 국수는 현대 레시피와는 다르다.

### 차이 밍웨이
차이 밍웨이는 1912년 4월 황피구 차이자자 거리에서 태어났다. 그는 한커우의 약국에서 6년간 일했고, 약국을 떠난 후 국수를 팔기 시작했다. 그의 조리법은 전통적인 기름 국수를 삶아 꺼내 참기름을 붓고 섞는 것이었다. 특히 황피구 출신을 포함하여 한커우의 많은 사람들이 이것으로 생계를 꾸렸다. 차이 밍웨이는 학교 정문에서 학생들에게 팔기로 결정했다. 아침에 국수를 빨리 만들려면 미리 국수를 삶고, 물을 부어 식힌 다음, 기름을 넣어 섞고, 펼쳐서 식히고 말린 다음, 묶음으로 말아 사용했다. 그의 국수가 팔릴 때, 삶고 양념을 추가하기만 하면 먹을 수 있었으므로, 서빙 속도와 효율성이 높아졌다. 나중에 그의 기계로 만든 국수의 쫄깃함을 높이기 위해 차이는 기름 국수 조리법을 빌려 점차 소금과 식용 알칼리를 추가했다. 그는 국수에 참기름, 발사믹 식초 및 기타 직접 만든 특제 양념을 뿌려 참깨 페이스트 국수를 만들었다. 나중에 차이는 고향 황피구의 당근을 채 썰어 소금, 간장, 오향분 및 기타 양념으로 절인 다음 물기를 빼고 약간 말렸다. 마지막으로 순수 참깨 페이스트, 후추 가루, 과립 설탕을 추가하여 현재 우한시 사람들이 먹는 뜨거운 마른 국수를 만들었다.
뜨거운 마른 국수는 1950년에 공식적으로 명명되었다. 1945년 중국의 중일 전쟁 승리 후, 차이 밍웨이는 중산 애비뉴 만춘 로드 모퉁이에 유명한 뜨거운 마른 국수 식당인 Cai Lin Ji를 열었다. 전설에 따르면 차이린지라는 이름은 가게 앞에 있는 두 그루의 키 큰 멀구슬나무에서 유래했다. 전통적으로 두 나무는 근면과 행복을 상징하며, 차이 밍웨이가 두 아들을 두었으므로 좋은 일이 쌍으로 온다는 의미도 있어 가게 이름을 차이린지라고 지으면 행운이 따른다고 전해진다.

## 문화적 중요성
뜨거운 마른 국수는 우한시 문화의 상징으로 여겨진다.

### 지리적 환경과 기후

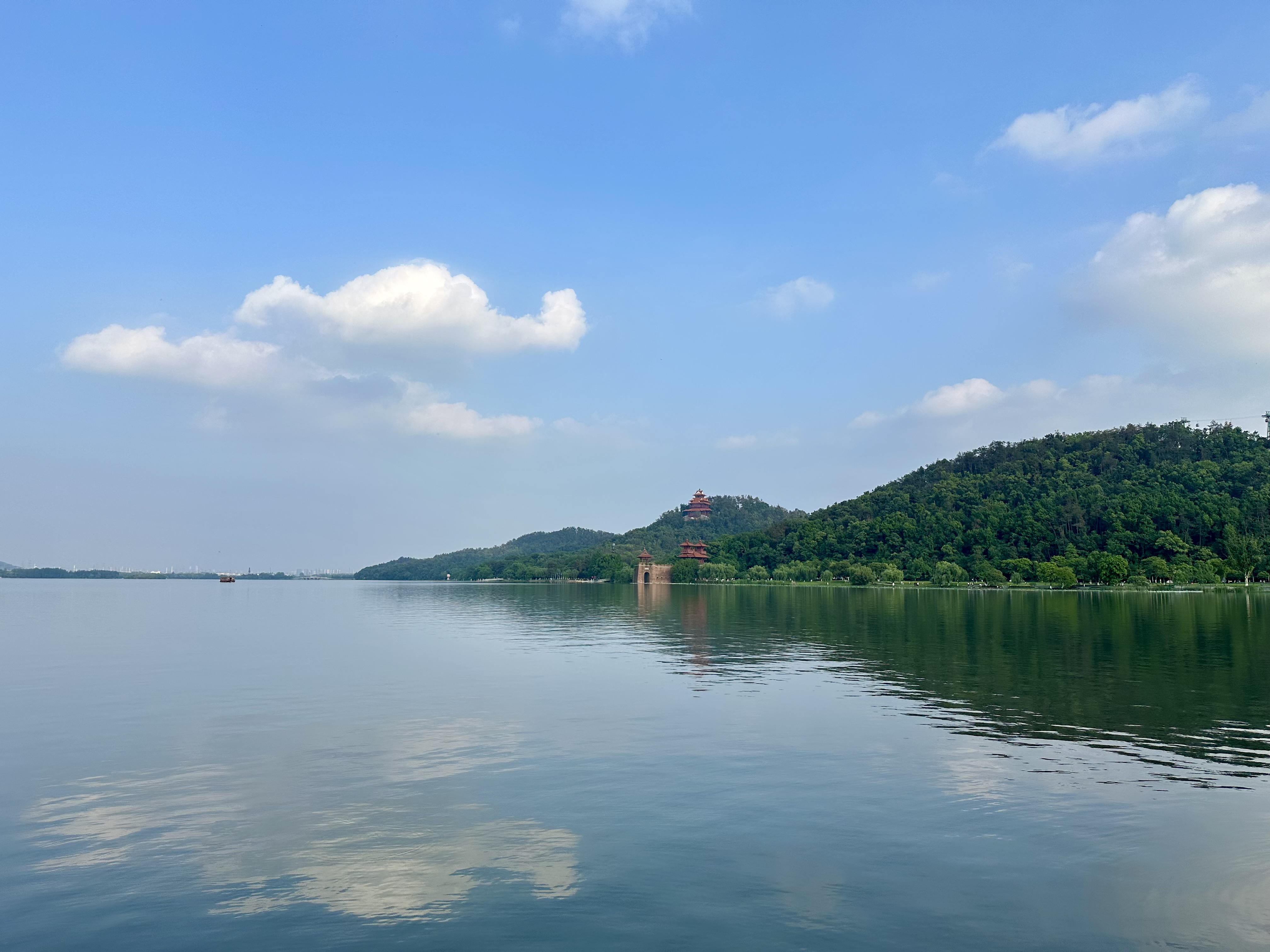
우한시의 모산과 동호

우한시는 도시 중앙에 아열대 몬순 기후가 나타나며, 풍부한 강수량과 일조량을 보인다. 많은 수역이 있으며, 도시 전체는 장강과 한강 (한수이)에 의해 세 부분으로 나뉜다. 동호를 포함한 수많은 호수와 대체로 평평한 지형이 있다. 이러한 기후 조건에서 여름에는 지역 열이 쉽게 발산되지 않아 덥고 습한 날씨가 이어진다. 이러한 상황에서는 음식이 쉽게 상한다. 그러나 레간몐의 국수는 베이킹 소다를 섞은 알칼리수로 처리되어 수분 함량이 낮고 일반 국수보다 더 오래 보존된다. 소스의 재료 또한 보관하기 쉽고 잘 상하지 않는다. 이는 가족과 식당에서 뜨거운 마른 국수를 언제든지 준비할 수 있게 한다. 겨울에는 지리적 장벽이 없어 북쪽의 찬 공기의 영향을 쉽게 받아 낮은 기온과 높은 습도를 보인다. 그러나 국수는 건조하고 내구성이 있으며, 알칼리수에 의해 흡수되는 주변 습도의 영향을 받지 않는다.

### 인문학

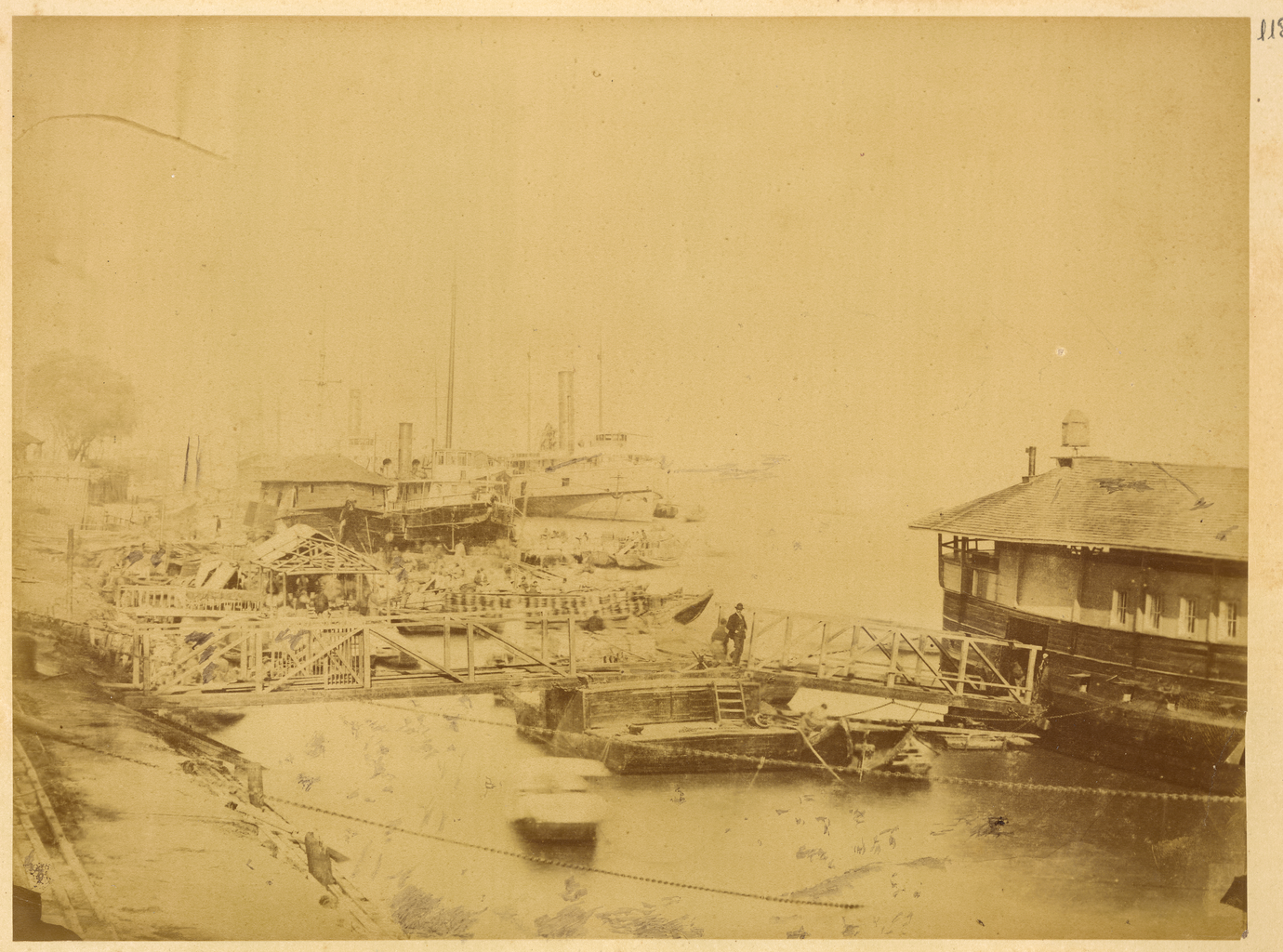
우한시의 부두

우한시에서 아침 식사를 하는 것은 일반적으로 "궈자오"(간체자: 过早; 정체자: 過早; 한어병음: guòzǎo)로 알려져 있는데, 이는 우한시 문화에서 아침 식사의 중요성을 나타낸다. 20세기에는 우한시의 부두를 배들이 자주 지나갔고, 전국 각지의 뱃사람, 부두 노동자, 상인들이 도시에 모였다. 붐비는 상황은 빠르고 간단한 음식에 대한 수요를 불러일으켰고, 뜨거운 마른 국수가 인기 있는 선택이 되었다. 오늘날에도 우한시 사람들은 종종 일찍 일어나 일이나 아침 운동을 하며, 뜨거운 마른 국수는 여전히 인기 있는 아침 식사이다.

## 다양성
뜨거운 마른 국수 조리법의 개발과 확산 과정에서 허난성 신양시의 사람들은 자신들만의 조리법을 개발했고, 이는 결국 뜨거운 마른 국수의 변형이 되었다.
우한시와 신양시의 뜨거운 마른 국수에는 몇 가지 차이점이 있다. 신양시의 뜨거운 마른 국수는 일반적으로 더 큰 그릇을 사용한다. 우한시에서는 국수를 먼저 물에 삶고 나중에 소스를 추가하는 것이 일반적이지만, 신양시에서는 소고기와 다진 소고기를 사용하고 나중에 고기 국물을 추가한다. 신양시의 국수는 더 부드러운 맛을 낸다. 양념 면에서는 우한시의 뜨거운 마른 국수는 참깨 소스에 땅콩이 더 많이 들어가고, 신양시는 추가 양념 없이 순수한 참깨 소스를 사용한다.

## 지역별
중화인민공화국
수백 년 동안 지역 주민들의 주식이었던 우한시 뜨거운 마른 국수를 판매하는 작은 식당들은 중화인민공화국 전역에 위치하며, 달걀국과 완탕 스튜를 포함한 다양한 저렴한 요리를 제공한다. 뜨거운 국수는 소고기나 양고기와 함께 제공될 수 있어 사계절 내내 즐길 수 있는 요리이다.
일본
일본 도쿄 긴자의 한 식당에서는 뜨거운 마른 국수를 19 위안에 판매한다. 이 식당은 검은 참깨로 준비하고 으깬 땅콩으로 채워진 국수를 사용한다.
미국
뉴욕 플러싱에는 뜨거운 중국식 마른 국수를 30~40위안에 해당하는 가격으로 판매하는 상점이 있다.

## 같이 보기
- 중국의 국수
- 싱가포르 국수
- 단단몐